# Can a Song Save Your Life?
Can a Song Save Your Life? (Originaltitel: Begin Again) ist ein US-amerikanischer romantisch-komödiantischer Musikfilm des irischen Regisseurs und Drehbuchautors John Carney aus dem Jahr 2013. Die Hauptrollen spielen Keira Knightley und Mark Ruffalo sowie Maroon-5-Sänger Adam Levine. Weltpremiere feierte der Film am 7. September 2013 auf dem Toronto International Film Festival; in die US-Kinos kam er am 27. Juni 2014.
Die Songs, die den Film inhaltlich mitbestimmen, stammen von Gregg Alexander, Danielle Brisebois, Nick Lashley, Rick Nowels, Nick Southwood, Glen Hansard sowie John Carney.

## Handlung
Der frisch von seinem ehemaligen Partner Saul gefeuerte New Yorker Musikproduzent Dan Mulligan hört abends beim Trinken in einer Bar einen Song der jungen Hobby-Singer-Songwriterin Gretta, deren Freund Dave Kohl, ein jüngst erfolgreich gewordener Pop-Musiker, sie mit einer Produzentin betrogen hat. Dan erkennt das Potenzial der deprimierten Musikerin und überredet sie, den Song Saul vorzuspielen. Als dieser die Produktion eines Demo-Tapes ablehnt, bringt Dan Gretta dazu, den Song alleine mit ihm aufzunehmen. Aus dieser anfänglichen Idee entwickelt sich der Plan, ein ganzes Album zu produzieren; jeder Song wird an einem anderen Ort in der Stadt live eingespielt.
Zwischen den Sessions der Band, bestehend aus Gretta, ihrem besten Freund Steve, zwei von Hip-Hop-Star Troublegum – dem Mulligan einst zu Erfolg verholfen hatte – bezahlten Musikern und anderen Freiwilligen, agiert Gretta als Vermittlerin zwischen Dan und seiner Tochter Violet beziehungsweise seiner Frau Miriam, die getrennt von ihm leben.
Mit Steve nimmt Gretta eines Abends einen Song auf die Mailbox von Dave auf, in dem sie dessen Verhalten verurteilt. Daraufhin nimmt Dave erneut Kontakt auf. Er entschuldigt sich bei einem Treffen für die Affäre, von der er angibt, dass sie bereits nach kurzer Zeit ihr Ende gefunden habe. Bei einem Konzert versucht er Gretta seine weiterhin andauernde Liebe zu beweisen, indem er einen von Gretta zu ihrer gemeinsamen Zeit geschriebenen Song in seiner ursprünglichen Balladenform spielt. Als der Song auf dem Konzert an der Reihe ist, spielt Dave den Song jedoch nicht in seiner ursprünglichen Balladenform, sondern als Popsong-Variante, weil diese bei den im Publikum stehenden Fans besser ankommt. Daraufhin verlässt Gretta das Konzert.
Dan präsentiert Grettas Album Saul, der sich hoch interessiert zeigt. Kurz vor Vertragsabschluss fasst Gretta jedoch den Entschluss, das Album frei von jeglichem Kommerz für den Preis von einem Dollar im Internet anzubieten. Nach dem ersten Tag hat das Werk bereits zehntausend Käufe zu verzeichnen.

## Hintergrund
Ursprünglich war Scarlett Johansson für die Rolle der Gretta vorgesehen, diese stieg aber aus. Keira Knightley musste für den Film erst noch das Gitarrenspiel erlernen. Ihr Mann, der Musiker James Righton, unterstützte sie dabei. Dans Nachname Mulligan bedeutet in einem Golfspiel eine zweite Chance, um eine bestimmte Bewegung oder Aktion auszuführen. Der Name steht damit symbolisch für Dans Neuanfang in der Musikszene sowie in seiner Familie.
Der deutsche Kinostart fand am 28. August 2014 statt.
Drei Jahre nach Veröffentlichung geriet der Film erneut in die Schlagzeilen, nachdem Regisseur John Carney in einem Interview Keira Knightleys Schauspiel im Film kritisierte. Knightley wäre keine Sängerin und keine Gitarrenspielerin, was die Zuschauer bemerken würden. Kurze Zeit später entschuldigte sich Carney aber bei Knightley und begründete seinen verbalen Ausbruch mit seinem eigenen Perfektionismus: „I’m ashamed of myself that I could say such things and I’ve been trying to account for what they say about me. In trying to pick holes in my own work, I ended up blaming someone else.“ („Ich schäme mich dafür, dass ich so etwas behaupten kann, und ich versuche zu erklären, was das über mich aussagt. Bei dem Versuch, meine eigene Arbeit zu kritisieren, habe ich schließlich jemand anderem die Schuld gegeben.“)

## Soundtrack
Der Soundtrack beinhaltet die im Film gespielten Songs von Gretta (Keira Knightley) und Dave (Adam Levine), Gregg Alexanders Filmmusik sowie einige zusätzliche Tracks. Veröffentlicht wurde der Soundtrack am 30. Juni 2014 bei Polydor Records sowie Interscope Records (US). Lost Stars wurde für den Oscar als bester Song nominiert.
| Nr. | Titel                                       | Autor(en)                                                         | Interpret                          | Länge |
| --- | ------------------------------------------- | ----------------------------------------------------------------- | ---------------------------------- | ----- |
| 1.  | Lost Stars                                  | Gregg Alexander, Danielle Brisebois, Nick Lashley, Nick Southwood | Adam Levine                        | 4:27  |
| 2.  | Tell Me If You Wanna Go Home                | Gregg Alexander, Nick Lashley                                     | Keira Knightley                    | 3:39  |
| 3.  | No One Else Like You                        | Gregg Alexander, Nick Lashley                                     | Adam Levine                        | 3:28  |
| 4.  | Horny                                       | Gregg Alexander, Rick Nowels                                      | CeeLo Green                        | 3:38  |
| 5.  | Lost Stars                                  | Gregg Alexander, Danielle Brisebois, Nick Lashley, Nick Southwood | Keira Knightley                    | 4:00  |
| 6.  | A Higher Place                              | Gregg Alexander, Rick Nowels                                      | Adam Levine                        | 3:12  |
| 7.  | Like a Fool                                 | John Carney                                                       | Keira Knightley                    | 2:27  |
| 8.  | Did It Ever Cross Your Mind (Demo Version)  | Gregg Alexander                                                   | Cessyl Orchestra                   | 3:38  |
| 9.  | Women of the World (Go on Strike!)          | Gregg Alexander, CeeLo Green, Rick Nowels                         | CeeLo Green                        | 3:15  |
| 10. | Coming Up Roses                             | Glen Hansard, Danielle Brisebois                                  | Keira Knightley                    | 3:13  |
| 11. | Into the Trance                             | Gregg Alexander                                                   | Cessyl Orchestra                   | 4:05  |
| 12. | A Step You Can’t Take Back                  | John Carney, Gregg Alexander, Danielle Brisebois                  | Keira Knightley                    | 3:25  |
| 13. | Lost Stars (Into the Night Mix)             | Gregg Alexander, Danielle Brisebois, Nick Lashley, Nick Southwood | Adam Levine                        | 3:38  |
| 14. | The Roof is Broke (Demo Mix)                | Gregg Alexander                                                   | Cessyl Orchestra                   | 3:00  |
| 15. | Tell Me If You Wanna Go Home (Roof Top Mix) | Gregg Alexander, Nick Lashley                                     | Keira Knightley & Hailee Steinfeld | 3:27  |
| 16. | Intimidated by You                          | Gregg Alexander                                                   | Cessyl Orchestra                   | 2:28  |

## Rezeption
Die Kritiken fielen teils gemischt, meist jedoch positiv aus, so verzeichnet der Film bei rottentomatoes.com eine Kritikerbewertung von 83 % sowie die Marke „Certified Fresh“; die Zuschauerbewertung liegt dort bei 86 %.
In der IMDb verzeichnet der Film 7,8 von 10 Punkten. Bei Metacritic kommt er auf einen Metascore von 62 und einen User-Score von 7,7/10.